# 山野明男
山野 明男（やまの あきお、1947年 - ）は、日本の地理学者、博士（岡山大学）。愛知学院大学教授。

## 来歴
香川県丸亀市生まれ。1969年駒澤大学文学部地理学科卒業。1974年駒澤大学大学院人文科学研究科地理学専攻博士課程満期退学。同年、名古屋市立高等学校教諭。1993年愛知学院短期大学助教授を経て1998年同教授に就任。2005年岡山大学大学院文化科学研究科博士課程修了（文学）。同年、愛知学院大学教授。日本うどん学会理事などを歴任。

## 著書
- 『日本の干拓地』（農林統計協会） 2006　ISBN 978-4541033116
- 『名古屋大都市圏の農業 - 立地と生産構造』（あるむ） 2012　ISBN 978-4863330542
- 『干拓地の農業と土地利用：諌早湾干拓地を中心として』（あるむ） 2014　ISBN 978-4863330740